# Pearse Wyse
Pearse Wyse (* 2. März 1928 in Cork; † 28. April 2009 ebenda) war ein irischer Politiker.
Im Jahr 1960 wurde Wyse das erste Mal in den Stadtrat von Cork (Cork City Council) gewählt. Fünf Jahre später erfolgte seine Wahl in das Dáil Éireann, dem er von 1965 bis 1992 angehörte. Erst als Teachta Dála für die Fianna Fáil, dann für die Progressive Democrats. Während des 21. Dáil Éireann bekleidete Wyse vom 5. Juli 1977 bis zum 1. Januar 1978 den Posten des parlamentarischen Sekretärs im Finanzministerium. Danach war er vom 1. Januar 1978 bis zum 11. Dezember 1979 Staatsminister im Finanzministerium. 1985 gehörte Wyse zu den Gründungsmitgliedern der Progressive Democrats, für die er fortan im Dáil saß. Nachdem er 1992 nicht mehr zur Wahl in den 27. Dáil Éireann antrat, blieb Wyse noch bis 1999, als er in den Ruhestand ging, im Stadtrat von Cork aktiv. In diesen fast 40 Jahren als Stadtrat hatte er zweimal das Amt des Oberbürgermeisters von Cork (Lord Mayor of Cork) inne, nämlich von 1967 bis 1968 und von 1974 bis 1975.
Wyse starb am 28. April 2009 im Alter von 81 Jahren im St. Finbarr's Hospital in Cork. Er war verheiratet und hatte einen Sohn.